# Entertaining Mr Sloane (film)
Entertaining Mr Sloane è un film del 1970 diretto da Douglas Hickox. 
Il film è un adattamento dell'omonima opera teatrale del 1964 di Joe Orton.

## Trama
Mr. Sloane, un giovane di bell'aspetto, incontra al cimitero una donna di mezza età di nome Kath, la quale lo invita a diventare un suo pensionante. Nonostante la differenza di età, Sloane seduce Kath. Ed, il fratello di Kath, assume Mr. Sloan come autista e si prende cura di lui. Fratello e sorella si contendono lo stesso uomo. Mr. Sloan mette incinta Kath, suscitando la gelosia di Ed. "Dadda" Kemp, l'anziano padre di Ed e Kath scopre che Mr. Sloan è colpevole di un omicidio. Mr. Sloan uccide Kemp per proteggere il suo segreto, ma Ed e Kath lo scoprono e minacciano di denunciarlo, a meno che Mr. Sloan non sia disposto a fare un ménage à trois.

## Produzione

### Contesto e finanziamento
Douglas Hickox era un regista di spot televisivi che desiderava approcciarsi al cinema. Insieme a Doug Kentish, fondò una società chiamata Canterbury Films, che realizzava principalmente pubblicità. Dovettero acquistare i diritti da una società tedesca. Hickox ammise:
"Orton non è un soggetto che avrei scelto normalmente, ma era la mia opportunità."
Ci vollero due anni per raccogliere i finanziamenti necessari per quello che sarebbe stato il primo lungometraggio di Canterbury. Il produttore Kentish ha commentato che il casting fu "difficile", ma che potevano permettersi di pagare gli attori "un po' di più", dato che erano solo quattro e le location erano poche.
I finanziamenti furono ottenuti in parte da Anglo-Amalgamated. Si trattò di uno dei primi film in una serie di produzioni sotto la supervisione di Nat Cohen, il quale aveva istituito un reparto presso EMI Films.

### Riprese
Le riprese iniziarono il 18 agosto 1969, con tre settimane di lavoro in location e quattro settimane in studio. Il film fu prodotto agli Intertel Studios di Wembley e girato in location a Brockley, a East Dulwich e nel lodge del cimitero di Camberwell Old a Honor Oak.

### Musica
La canzone-tema fu eseguita da Georgie Fame, che la pubblicò come lato B del suo singolo del 1970 "Somebody Stole My Thunder".